# Next Generation Weapon System
Das Next Generation Weapon System (NGWS) (deutsch Waffensystem der nächsten Generation) in einem Future Combat Air System (FCAS) ist ein trinationales Rüstungsprogramm von Frankreich, Deutschland und Spanien. Das NGWS soll ein Verbund aus einem Kampfflugzeug (New Generation Fighter), das optional bemannt eingesetzt werden kann, und unbemannten Begleitsystemen (Remote Carrier) sein, die durch ein Informations- und Missionsmanagement-System (Air Combat Cloud) verbunden und unterstützt werden.
Es soll ab 2040 in den Luftstreitkräften der beteiligten Nationen eingeführt werden.
Das NGWS soll im Zentrum eines zukünftigen FCAS stehen, in dem auch Kampfflugzeuge, wie der Eurofighter und die Rafale, sowie Tankflugzeuge, Schiffe, Satelliten und Mittel anderer Teilstreitkräfte zusammenarbeiten.

## Entwicklungsgeschichte
Der Startschuss für NGWS erfolgte durch Deutschland und Frankreich im Rahmen des deutsch-französischen Ministerrats (DFMR) am 13. Juli 2017 in Paris. Hier wurde vereinbart, das Programm zu starten und in einem ersten Schritt ab 2019 gemeinsame Studienaktivitäten aufzunehmen. Noch während der Studienphase begann eine Phase der Technologiereifmachung, die eine Entwicklung von Demonstratoren einschließt.
2019 schloss sich Spanien dem Programm an. Die Verteidigungsministerinnen der drei Nationen, Florence Parly, Ursula von der Leyen und Margarita Robles unterzeichneten am 14. Februar 2019 in Brüssel ein entsprechendes Abkommen. Spanien hatte bis dahin seit Juli 2017 einen Beobachterstatus.
Am 30. August 2021 unterzeichneten die Verteidigungsministerinnen von Deutschland und Frankreich, Annegret Kramp-Karrenbauer und Florence Parly und die spanische Staatssekretärin Esperanza Casteleiro Llamazares in Paris die dritte Durchführungsvereinbarung (Implementing Agreement 3 – IA 3) für das NGWS-Programm. Mit dem IA 3 sollten die weiteren Arbeiten im Zeitraum 2021 bis 2027 initiiert werden. Nach Abschluss der Demonstratorphase soll das Projekt in die Design- und Entwicklungsphase übergehen.
Aktuell stockt das Programm, da die beteiligten Hauptauftragnehmer Dassault Aviation, Airbus Defence and Space und Indra Sistemas aufgrund von Differenzen den für die Fortsetzung erforderlichen Vertrag nicht zeichnen.

## Beteiligte Unternehmen
An der Joint Concept Study waren bis zum Beitritt Spaniens (vertreten durch die Indra Sistemas) die Firmen Airbus Defence and Space und Dassault Aviation beteiligt. In den sieben Technologiefeldern des NGWS-Programms sind in der Phase 1A die folgenden europäischen Firmen der Rüstungsindustrie zum Programm hinzugestoßen:

### NGF-Demonstrator
- Dassault Aviation (Prime)
- Airbus Defence and Space
- Airbus SAU

### Triebwerk
- Safran S.A. und MTU Aero Engines im Joint Venture EUMET[7] als Prime
- Industria de Turbo Propulsores (ITP)

### Remote Carrier
- Airbus Defence and Space (Prime)
- MBDA Deutschland
- MBDA Frankreich
- SATNUS[8]

### Combat Cloud
- Airbus Defence and Space (Prime)
- Thales Group
- Indra Sistemas

### Simlab (Simulationsumgebung)
Co-contracting durch:
- Airbus Defence and Space
- Dassault Aviaton
- Indra Sistemas

### Sensoren
- Indra Sistemas (Prime)
- Future Combat Mission System (FCMS), ein Firmenverbund aus Hensoldt, Diehl Defence, Elektroniksystem- und Logistik-GmbH (ESG) und Rohde & Schwarz
- Thales Group

### Enhanced Low Observability (Signaturreduzierung/Tarnung)
- Airbus SAU (Prime)
- Dassault Aviation
- Airbus Defence and Space

## Kosten
Die Entwicklungskosten werden insgesamt auf rund 100 Milliarden Euro geschätzt. Für Deutschland wurden zwischen 2021 und 2027 fast 4,5 Milliarden Euro veranschlagt.